# (827) Wolfiana
(827) Wolfiana es un asteroide perteneciente al cinturón de asteroides descubierto el 29 de agosto de 1916 por Johann Palisa desde el observatorio de Viena, Austria.
Está nombrado  en honor de Maximilian Franz Wolf (1863-1932), fundador del observatorio de Heidelberg y descubridor de más de 200 asteroides.